# USS Tingey (DD-539)
USS Tingey (DD-539) là một tàu khu trục lớp Fletcher được Hải quân Hoa Kỳ chế tạo trong Chiến tranh Thế giới thứ hai. Nó là chiếc tàu chiến thứ ba của Hải quân Mỹ được đặt theo tên Thiếu tướng Hải quân Thomas Tingey (1750-1829), người được cho là đã phục vụ trong cuộc Chiến tranh Cách mạng Hoa Kỳ. Nó được cho xuất biên chế không lâu sau khi Thế Chiến II kết thúc, tái biên chế trở lại năm 1951 và tiếp tục hoạt động trong Chiến tranh Triều Tiên và Chiến tranh Lạnh, cho đến khi ngừng hoạt động năm 1963, và bị đánh chìm như một mục tiêu năm 1966. Nó được tặng thưởng tám Ngôi sao Chiến trận do thành tích phục vụ trong Thế Chiến II, và thêm năm Ngôi sao Chiến trận nữa trong Chiến tranh Triều Tiên.

## Thiết kế và chế tạo
Tingey được đặt lườn tại xưởng tàu của hãng Bethlehem Shipbuilding Corporation, ở San Francisco, California vào ngày 22 tháng 10 năm 1942. Nó được hạ thủy vào ngày 28 tháng 5 năm 1943; được đỡ đầu bởi bà Garry Owen; và nhập biên chế vào ngày 25 tháng 11 năm 1943 dưới quyền chỉ huy của Hạm trưởng, Trung tá Hải quân John O. Miner.

## Lịch sử hoạt động

### Chiến tranh Thế giới thứ hai

#### 1944
Sau khi chạy thử máy ngoài khơi vùng bờ Tây Hoa Kỳ, Tingey rời San Francisco vào ngày 2 tháng 2 năm 1944 để tham gia Mặt trận Thái Bình Dương. Nó thực hành huấn luyện ngoài khơi Trân Châu Cảng trong tháng 2 và tháng 3, trước khi hộ tống một đoàn tàu vận tải trên đường đi sang quần đảo Marshall vào đầu tháng 4. Vào ngày 13 tháng 4, nó khởi hành từ Majuro để gia nhập Lực lượng Đặc nhiệm 58, lực lượng tàu sân bay nhanh dưới quyền Chuẩn đô đốc Marc A. Mitscher. Cuối tháng đó, trong khi hỗ trợ các cuộc không kích của tàu sân bay xuống Eton và Dublon thuộc quần đảo Truk, nó chịu đựng thương vong do đối đầu với máy bay Nhật Bản.
Tingey tiếp tục làm nhiệm vụ trong thành phần tàu khu trục bảo vệ cho Đội Thiết giáp hạm 7. Vào ngày 1 tháng 4, nó tham gia cuộc bắn phá Tumu Point nhằm vô hiệu hóa sân bay và căn cứ tàu ngầm Nhật Bản tại đây. Đến ngày 29 tháng 4, nó tiếp tục làm nhiệm vụ hộ tống cho lực lượng đặc nhiệm trong một trong các đơn vị tàu tuần dương của nó bắn phá đảo Satawan.
Vào ngày 15 tháng 5, Tingey khởi hành từ Majuro cùng đội đặc nhiệm tàu sân bay dưới quyền Chuẩn đô đốc Alfred E. Montgomery để hướng đến Marcus và đảo Wake. Đến đầu tháng 6, nó khởi hành trong thành phần Lực lượng Đặc nhiệm 58 hướng đến biển Philippine, và trong tuần lễ tiếp theo sau, nó hoạt động tại khu vực phụ cận Saipan và Tinian, tham gia Trận chiến biển Philippine. Các tàu sân bay của đội đặc nhiệm liên tiếp tung ra các cuộc không kích xuống Guam và Rota, cũng như đánh bại mọi nỗ lực tấn công của Hạm đội Liên hợp Nhật Bản dưới quyền Đô đốc Jisaburo Ozawa trong cuộc đụng độ vào ngày 19 tháng 6, được mệnh danh là "Cuộc săn vịt trời Mariana vĩ đại". Cũng trong tháng 6, chiếc tàu khu trục tháp tùng đội của nó trong các cuộc không kích xuống đảo Pagan.
Vào ngày 30 tháng 6, Tingey khởi hành từ Eniwetok cùng đội đặc nhiệm tàu sân bay dưới quyền Chuẩn đô đốc Ralph E. Davison trong các cuộc không kích xuống quần đảo Bonin. Nó sau đó gia nhập Đệ Ngũ hạm đội ngoài khơi Saipan để hỗ trợ cho lực lượng chiếm đóng quần đảo Mariana. Vào ngày 21 tháng 7, các tàu sân bay đã tung ra mười đợt không kích hỗ trợ cho cuộc tấn công lên Guam. Sau khi được tiếp liệu tại Saipan, nó lên đường đi đến khu vực phía Bắc quần đảo Palau, hỗ trợ các hoạt động càn quét và không kích của tàu sân bay. Sau đó nó tiếp nối nhiệm vụ hộ tống cho đội đặc nhiệm tàu sân bay dưới quyền Chuẩn đô đốc Gerald F. Bogan, khi chúng tiến hành không kích các căn cứ của đối phương tại Guam.
Sau khi neo đậu tại Eniwetok để bảo trì và tiếp liệu, Tingey tiếp nối nhiệm vụ của nó vào cuối tháng 8. Trong hai tuần đầu của tháng 9, nó hỗ trợ các cuộc không kích của tàu sân bay xuống Leyte, Bulan và Samar, trước khi tiếp tục đi đến Luzon. Tại đây nó phải đối phó với các cuộc không kích ban đêm của đối phương trong khi bảo vệ các hoạt động của tàu sân bay tại Philippines. Sau khi được tiếp liệu tại cảng Tanapag, nó lên đường đi Ulithi nơi nó hoạt động tuần tra chống tàu ngầm.
Vào tháng 10, Tingey tiếp tục hoạt động cùng lực lượng tàu sân bay nhanh của đô đốc Mitscher. Trong các ngày 17 và 18 tháng 10, nó hỗ trợ các cuộc không kích xuống đảo Visayas, và vào ngày 24 tháng 10, các cuộc không kích trong khuôn khổ Trận chiến biển Sibuyan. Di chuyển ngoài khơi eo biển San Bernardino trong đêm 25-26 tháng 10, nó cùng các thiết giáp hạm và tàu tuần dương của đội đặc nhiệm đánh chìm tàu khu trục Nowaki, chiếc bị sót lại từ Lực lượng Trung tâm hùng mạnh của Phó đô đốc Takeo Kurita rút lui sau Trận chiến ngoài khơi Samar. Sau cuộc đụng độ này, chiếc tàu khu trục đi lên phía Bắc cho các cuộc tấn công vào vịnh Manila, rồi quay trở lại vào tuần đầu của tháng 11 cho các cuộc không kích khác lên Luzon và Bicol.
Tingey rời Ulithi vào ngày 14 tháng 11 để hướng đến Philippines. Trên đường đi, lực lượng chịu đựng một cơn bão vốn đã làm đắm ba tàu khu trục vào ngày 18 tháng 12. Sau khi tìm kiếm những người sống sót, đội tàu sân bay hủy bỏ chiến dịch do thời tiết xấu và biển động và quay về Ulithi.

#### 1945
Vào ngày 30 tháng 12 năm 1944, lực lượng đặc nhiệm tiến hành không kích Đài Loan và Luzon. Sang tháng 1 năm 1945, Tingey đi vào Biển Đông cho các cuộc không kích xuống Đông Dương thuộc Pháp và Hong Kong trước khi rút lui về Ulithi. Vào tháng 2, nó tham gia Chiến dịch Jamboree, một đợt không kích xuống khu vực phụ cận vịnh Tokyo; nó chịu đựng nhiều cuộc không kích của đối phương đang khi làm nhiệm vụ hộ tống để hỗ trợ cho cuộc đổ bộ lên Iwo Jima. Sau đó, nó tháp tùng các tàu sân bay cho các cuộc không kích xuống Kyūshū và Okinawa trong tháng 3. Khi máy bay đối phương ném bom trúng Franklin (CV-13) vào ngày 19 tháng 3, khiến chiếc tàu sân bay bốc cháy và hư hại đáng kể, chiếc tàu khu trục đã giúp cứu vớt những người sống sót và hộ tống nó rút lui về Ulithi.
Trong tháng 4 và tháng 5, máy bay đối phương thường xuyên tấn công khi Tingey hộ tống các tàu sân bay hỗ trợ trên không cho lực lượng chiến đấu trên bộ tại Okiawa. Chiếc tàu khu trục đã trợ giúp khi bắn rơi một máy bay đối phương và giải cứu hai phi công bị bắn rơi từ các tàu sân bay Essex (CV-9) và Bunker Hill (CV-17); tiếp tục làm nhiệm vụ ngoài khơi Okinawa trong tháng 5, và thực hiện một đợt tấn công nhanh lên phía Bắc đến Kyūshū vào ngày 13 tháng 5. Nó trải qua phần lớn tháng 6 được bảo trì tại Philippines, trước khi lên đường quay trở về San Francisco. Vào ngày 9 tháng 7, con tàu đi vào Xưởng hải quân Mare Island, và vẫn đang ở lại đây khi chiến tranh kết thúc. Tingey được cho xuất biên chế vào tháng 3 năm 1946.

### Chiến tranh Triều Tiên

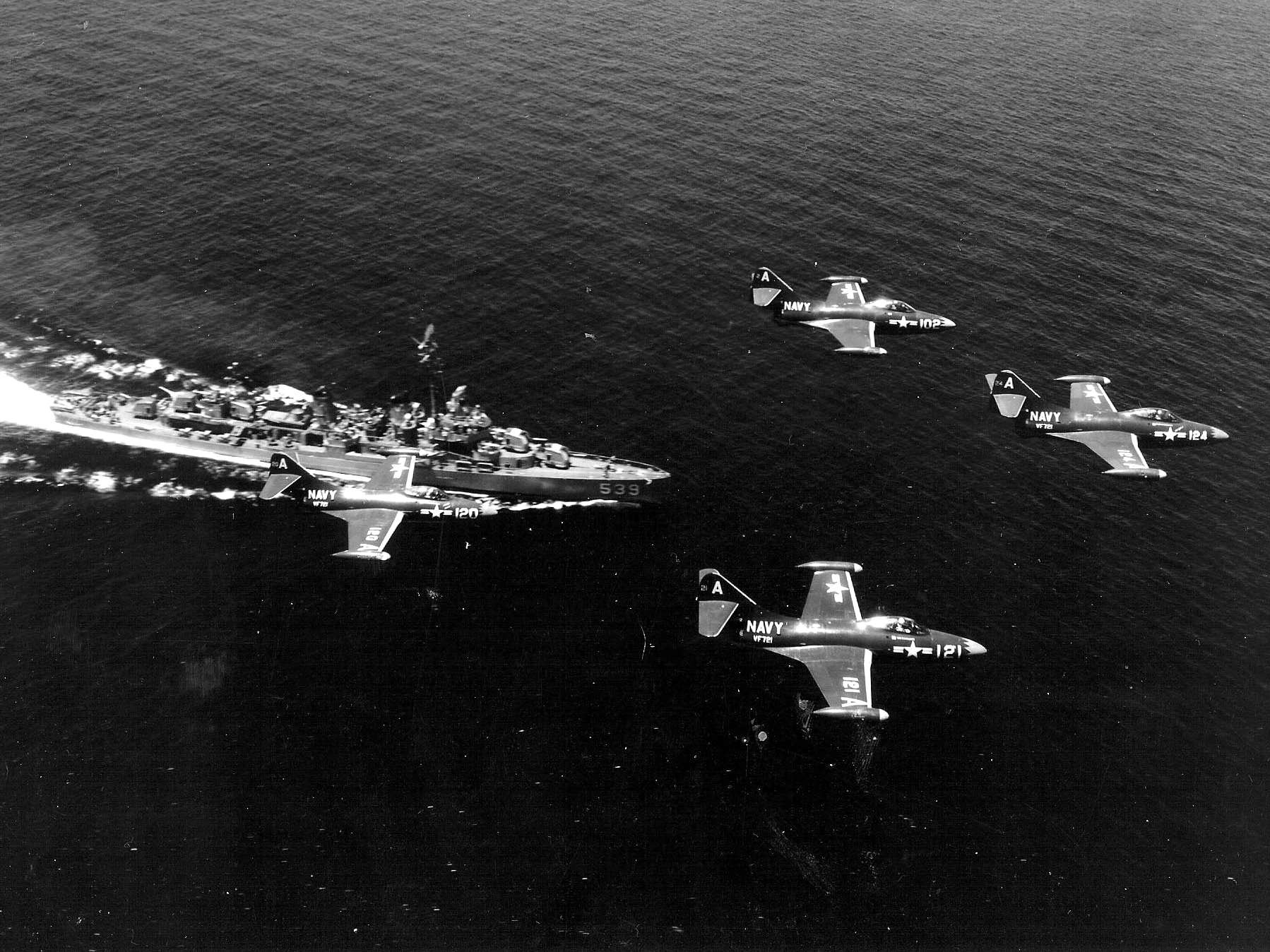
Máy bay tiêm kích Grumman F9F Panther bay bên trên Tingey ngoài khơi Triều Tiên, 1951.

Sự kiện Chiến tranh Triều Tiên nổ ra đã khiến Tingey được cho nhập biên chế trở lại vào ngày 27 tháng 1 năm 1951, và sau hai tháng hoạt động ngoài khơi San Diego, nó bắt đầu tham gia các nỗ lực của Hoa Kỳ trong cuộc chiến này. Sau một chặng dừng ngắn tại Trân Châu Cảng vào tháng 5, chiếc tàu khu trục đi ngang qua Sasebo và Yokosuka để đi sang Triều Tiên, và từ tháng 8 đến tháng 12 năm 1951 đã hoạt động tuần tra ngoài khơi Wonsan trên bờ biển phía Đông bán đảo Triều Tiên, hỗ trợ hỏa lực cho lực lượng Liên Hợp Quốc trên bờ, hoạt động phá mìn, bắn phá bờ biển ngoài khơi Hungnam, tiêu diệt nhiều mục tiêu đối phương. Nó cũng hỗ trợ cho cuộc tấn công của binh lính biệt kích Nam Triều Tiên vào tháng 12, trước khi lên đường đi Yokosuka vào ngày 4 tháng 12.
Tingey trải qua sáu tháng đầu năm 1952 tại San Diego, rồi lên đường vào ngày 11 tháng 7, đi ngang qua Trân Châu Cảng và Midway để quay lại Triều Tiên. Nó lại có mặt ngoài khơi bờ Đông bán đảo vào ngày 13 tháng 8, hỗ trợ hoạt động của binh lính Nam Triều Tiên trên bờ, tuần tra chống tàu ngầm và tuần tra ban đêm tại khu vực giữa đảo Nan Do và bán đảo Triều Tiên. Trong lượt phục vụ kéo dài sáu tháng này, nó đã bắn phá các vị trí tập trung quân đối phương, cơ sở đường sắt cùng các vị trí pháo và súng cối. Nó rời khu vực Triều Tiên vào ngày 26 tháng 1 năm 1953 và về đến San Diego vào ngày 16 tháng 2. Đến giữa tháng 8, chiếc tàu khu trục lại được bố trí sang khu vực Tây Thái Bình Dương, đi đến ngoài khơi Triều Tiên vào ngày 10 tháng 11. Trong lượt phục vụ này, nó hoạt động từ Sasebo, Nhật Bản, thực hiện các nhiệm vụ ngoài khơi bờ Đông và bờ Tây bán đảo Triều Tiên, viếng thăm Đài Loan và Philippines trước khi quay trở về San Diego vào tháng 4 năm 1954.

### 1954 - 1963
Tingey khởi hành từ San Diego vào ngày 16 tháng 11 năm 1954 để hoạt động tại khu vực biển Hoa Đông và biển Nhật Bản. Trong lượt phục vụ này, nó hiện diện tại vùng eo biển Đài Loan để bảo vệ hòn đảo này chống trả sự xâm chiếm, cũng như điều tra tàu bè, huấn luyện nhân sự Hải quân Trung Hoa dân quốc, viếng thăm Bangkok và Manila trước khi đi đến Hong Kong vào ngày 27 tháng 1 năm 1955. Từ tháng 1 đến tháng 4 năm 1955, nó hoạt động ngoài khơi Đài Loan, Triều Tiên và Okinawa, rồi lên đường quay về San Diego vào tháng 5; rồi trong ba năm tiếp theo, chiếc tàu khu trục còn phục vụ các lượt bố trí khác tại Viễn Đông. Sau khi quay trở về từ Tây Thái Bình Dương vào năm 1957, nó hoạt động ngoài khơi San Diego trong vai trò tàu huấn luyện Hải quân Dự bị cho đến năm 1962, khi nó được gửi đi Viễn Đông một lần nữa để tham gia các cuộc tập trận của khối Tổ chức Hiệp ước Đông Nam Á (SEATO). Sau khi hoàn tất, nó quay trở về San Diego tiếp nối hoạt động huấn luyện nhân sự hải quân dự bị.
Vào ngày 1 tháng 8 năm 1963, Tingey mắc tai nạn va chạm với tàu hộ tống khu trục Vammen (DE-644) ngoài khơi bờ biển Nam California. Nó không chịu thương vong và quay trở về San Diego bằng chính động lực của mình, cho dù bị hư hại lườn tàu và ngập nước. Con tàu được cho xuất biên chế vào ngày 30 tháng 11 năm 1963; tên nó được cho rút khỏi danh sách Đăng bạ Hải quân vào ngày 1 tháng 11 năm 1965, và lườn tàu bị đánh chìm như một mục tiêu ngoài khơi San Francisco vào tháng 5 năm 1966. Trước khi bị đánh chìm, phần mũi con tàu được tháo ra để thay thế cho tàu khu trục Brinkley Bass (DD-887) thuộc lớp Gearing, vốn bị mất mũi tàu do tai nạn va chạm với chiếc Waddell (DDG-24). Cho dù Brinkley Bass và Tingey thuộc hai lớp tàu khác nhau, cuộc ghép này vẫn thành công.

## Phần thưởng
Tingey được tặng thưởng tám Ngôi sao Chiến trận do thành tích phục vụ trong Thế Chiến II, và thêm năm Ngôi sao Chiến trận nữa trong Chiến tranh Triều Tiên.